# القرابة الصينية

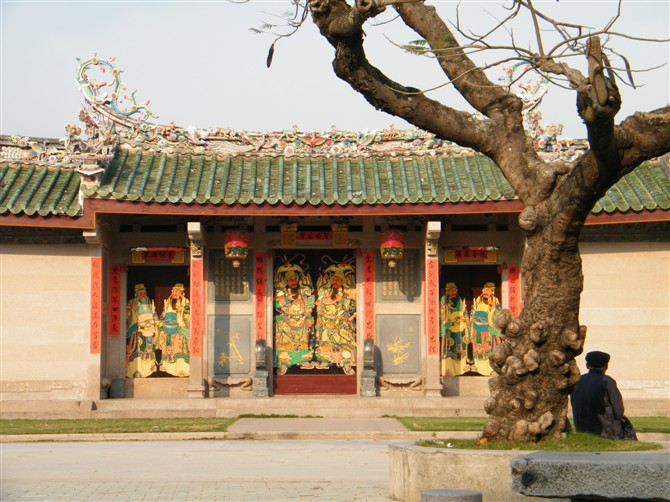

القرابة الصينية أو النَسَبْ أو العَشيرة: عبارة عن مجتمع أبوي قائم على سِلسَال من الأجداد والأباء والأبناء المرتبطين بلقب مشترك (لقب الجد المؤسس) وفي كثير من الأحيان يحيون في مجموعات كبيرة في سكن مُتَوَرَاث عن الأجداد.

## وصف
في جنوب الصين القرابة أقوى وأوثق بسبب الإرتباط بِقُرَى الأجداد، والممتلكات العامة، واللهجة المحلية التي لا يفهمها إلا أبناء القرية. بينما في الشمال تَضعُف روابط القرابة حيث لا يقيم أفراد العشيرة في نفس القرية ولا يتشاركون الملكية.

## Zupu - كتاب علم الأنساب
زوبو (الصينية المبسطة: 族谱 ؛ الصينية التقليدية: 族譜 ؛ بينيين: zúpǔ) هو سجل صيني أو «كتاب علم الأنساب» مُدون به وقائع عن أصول الأقارب، ونسب الذكور (الأجداد والأباء والأبناء) وسيرة أبرز الشخصيات. يتولى الشخص الأكبر عُمرًا في الأسرة مهمة تحديث بيانات السجل ويسلم المسؤولية للجيل القادم وهكذا. يعد «تحديث» zupu (الصينية المبسطة: 修 族谱 ؛ الصينية التقليدية: 修 族譜 ؛ بينيين: xiū zúpǔ) مَهَمَّة مُهِمَّة جدًا في التقاليد الصينية تعود إلى آلاف السنين. بعد عدة أجيال غالبًا ما تنشر سلالة العشيرة المحلية خلاصة وافية عن السجل. الغالبية العظمى من هذه السجلات لا تزال في أيدٍ خاصة، ومع ذلك يمكن العثور على عدد كبير في جامعة بكين، ومكتبة شنغهاي وجامعة كورنيل وتوي بونكو.

## شركة القرابة
جمعيات القرابة الصينية هي أشكال الشركات للأقارب والوحدة الأساسية لدين الأجداد الصيني. إنهم يوفرون Guanxi (شبكة اجتماعية) للأعضاء ويقومون ببناء وإدارة أضرحة الأجداد المخصصة لعبادة آلهة الأقارب.
النسب هي شركة، بمعنى أن الأعضاء يشعرون بأنهم ينتمون إلى نفس الجسم، وهم مدركون تمامًا لهوية مجموعتهم، ويستمدون الفوائد من الملكية المشتركة والموارد المشتركة. تستمد المنافع من الدخل الفائض لأضرحة ومنازل الأجداد، والتي يعاد استثمارها من قبل المديرين أو يتم تقاسمها في الأرباح السنوية. يمكن أيضًا قياس فائدة الانتماء إلى النسب من حيث الحماية والمحسوبية. كما تدعم معابد الأجداد المدارس المحلية وتشارك في الأعمال الخيرية.

## ضريح الأجداد
المعابد أو الأضرحة الموروثة هي أماكن تجمع جمعيات النسب، والتي يتم بناؤها وإدارتها. هذه المعابد مكرسة لعبادة الأسلاف من ذوي القربى، حيث يلتقي الأقارب ويؤدون طقوس الوحدة والمآدب.

## الاختلافات

### القرابة القرين
في العصر الإمبراطوري، كان الأقارب من الأقارب يتمتعون بمكانة خاصة بسبب ارتباطهم بالإمبراطور. عبر التاريخ الصيني، مارس الأقارب القرين قوة عظيمة في أوقات مختلفة.كان هناك العديد من عمليات اغتصاب السلطة (أي خلع الرئيس) من قبل الرفقاء، وكان أبرزها الإمبراطورة Han Dynasty ü مقاطعة خنان Empress Dowager L (بالصينية: 呂后 ؛ بينيين: Lǚ hòu)، إمبراطورة أسرة تانغ وو (الصينية المبسطة: 武则天 ؛ الصينية التقليدية: 武則天 ؛ بينيين: Wǔ Zétiān)، والإمبراطورة سلالة تشينغ Dowager Cixi (بالصينية: 慈禧太后؛ بينيين: Cíx tàihòu). كان Han Dynasty مقاطعة خنان، المغتصب من أسرة هان، ابن شقيق الإمبراطورة الكبرى وانغ.

### فترة تشينغ
خلال عهد أسرة تشينغ، شجعت الحكومة الإمبراطورية أقارب الصينيين على تولي بعض الوظائف شبه الحكومية مثل تلك التي تنطوي على الرعاية الاجتماعية والتعليم الابتدائي.